# Rościgniew
Rościgniew – staropolskie imię męskie, złożone z członów Rości- ("rośnie") oraz -gniew ("gniew"). Może oznaczać "ten, którego gniew jest silny".
Rościgniew imieniny obchodzi 31 stycznia i 4 września.